# Buchdruckerduden

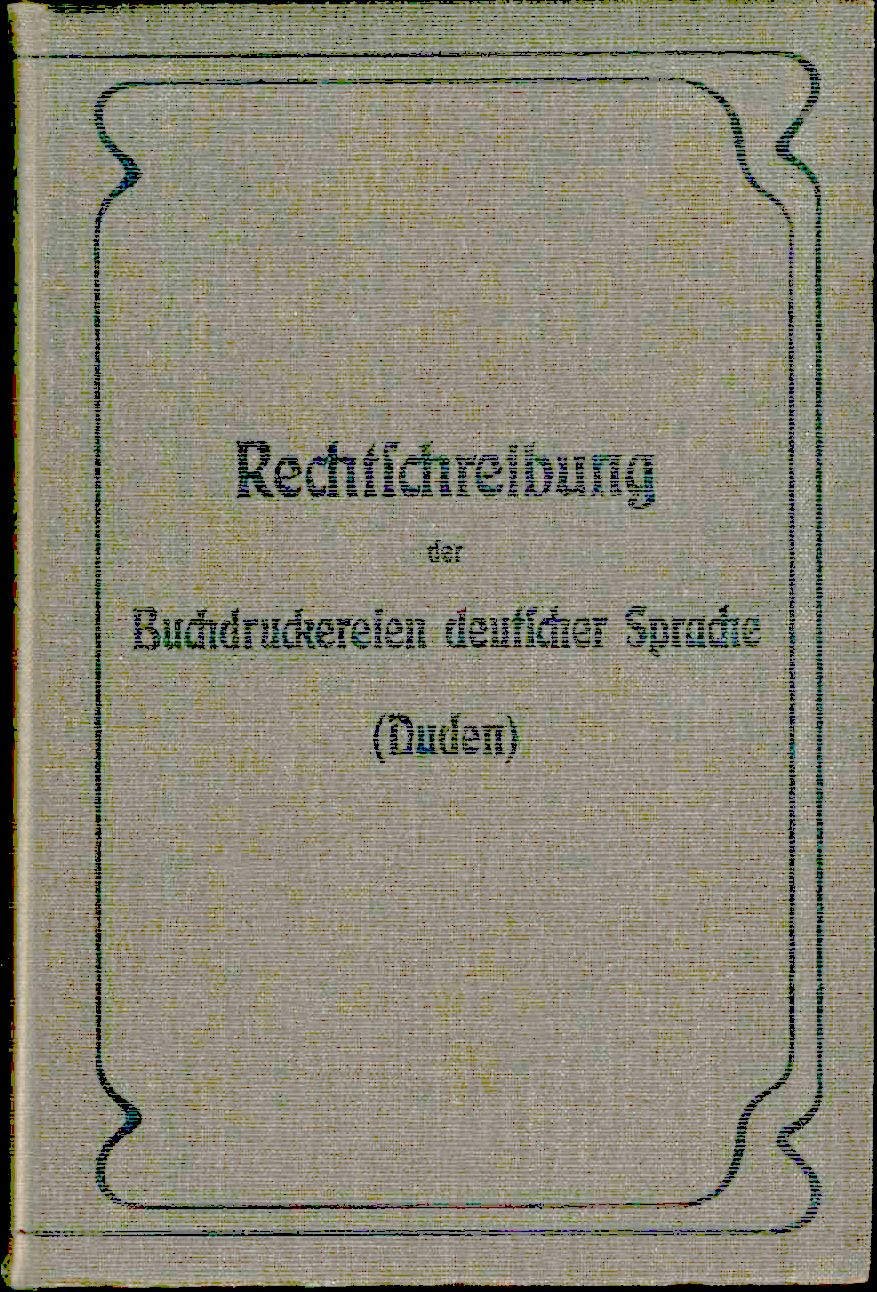
Buchdruckerduden 1903

Buchdruckerduden ist die Kurzbezeichnung für Konrad Dudens Rechtschreibung der Buchdruckereien deutscher Sprache, erschienen 1903 in Leipzig und Wien. 
Obwohl ein Jahr vorher Dudens Orthographisches Wörterbuch Leipzig und Wien 1902 erschienen war, hatte man ihn bewogen, ein zweites Werk parallel zu verfassen, das nur für Buchdrucker bestimmt war und keine Wahlmöglichkeiten zwischen unterschiedlichen Schreibweisen eines Wortes enthalten sollte, wie sie im Orthographischen Wörterbuch noch recht zahlreich waren. Die Buchdrucker wollten in „ihrem“ Duden für jedes Wort nur eine Schreibweise vorfinden. Sie hielten es für unzumutbar, sich allzu oft zwischen zwei oder gar drei zulässigen Schreibweisen von Wörtern entscheiden zu müssen, und verlangten Hilfe. Auf einer Buchdruckertagung in Konstanz im Juni 1902 gaben sie „ganz unverhohlen ihrer Mißstimmung über die durch die neuen Regelbücher nur noch vermehrte Unsicherheit in der Rechtschreibung Ausdruck“.
Im Jahr 1903 erschien dann Dudens Buchdruckerduden mit genau einer Schreibweise für jedes Wort und dem Untertitel Auf Anregung und unter Mitwirkung des Deutschen Buchdruckervereins, des Reichsverbandes Österreichischer Buchdruckereibesitzer und des Vereins Schweizerischer Buchdruckereibesitzer. Mit Erscheinen des Buchdruckerdudens wurden die Bestrebungen der Orthographischen Konferenz von 1901 nach einer Vereinheitlichung der deutschen Rechtschreibung teilweise erfüllt.
Das Buch hatte in der 1. Auflage 341 Seiten und in der 2. Auflage, die 1907 erschien, 393 Seiten. Eine 3. Auflage ist nicht mehr erschienen, sondern es wurden 1915 der „normale“ Duden und der Buchdruckerduden in einer Einheitsausgabe mit dem Titel Duden, Rechtschreibung der deutschen Sprache und der Fremdwörter zusammengeführt und als 9. Auflage  mit dem Untertitel des Buchdruckerdudens herausgegeben. Diese Ausgabe verzichtete dem Ansatz des Buchdruckerdudens entsprechend weitestgehend auf Wahlmöglichkeiten zwischen zwei Schreibweisen. Konrad Duden hat an der Einheitsausgabe noch selbst mitgewirkt, aber ihr Erscheinen im Jahre 1915 nicht mehr erlebt.